# Jordan Raditschkow

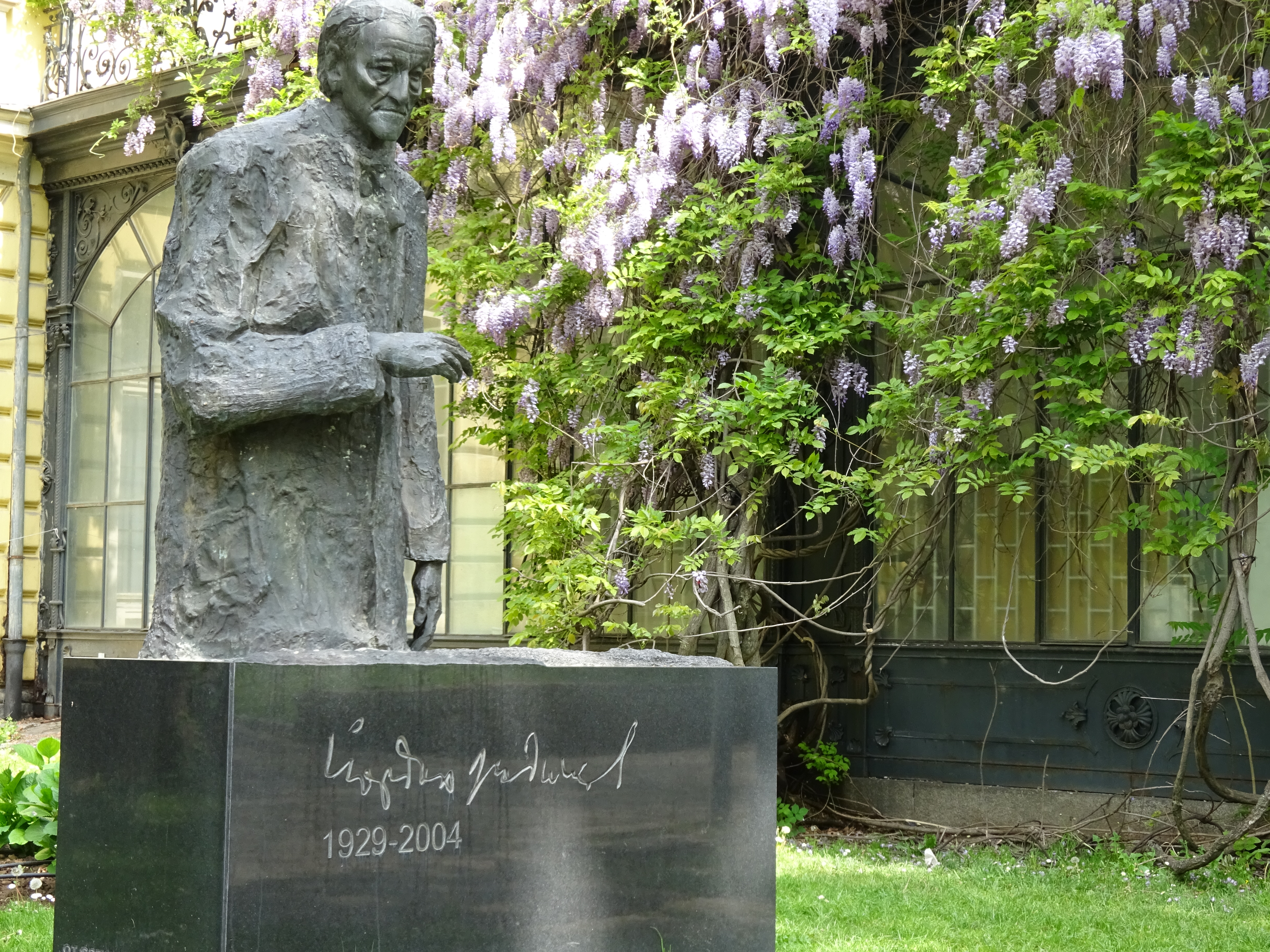
Denkmal für Jordan Raditschkow in Sofia

Jordan Raditschkow (* 24. Oktober 1929 in Kalimanitsa; † 21. Januar 2004) war ein bulgarischer Schriftsteller und gilt als ein herausragender Vertreter der bulgarischen Literatur des letzten Drittels des 20. Jahrhunderts.

## Leben

### Beruflicher Werdegang
Raditschkow wurde 1929 in Kalimanitsa (in der heutigen Oblast Montana) in ärmlichen Verhältnissen geboren. In seiner Jugend erkrankte er an Tuberkulose. 1951 begann er journalistisch für eine lokale Zeitung tätig zu werden. Ab 1952 war er Redakteur bei Narodna Mladezh, bevor er Mitte der 1950er anfing als Journalist für Vecherni Novini in Sofia zu arbeiten. Des Weiteren verfasste er auch Beiträge für andere Zeitungen.
Ab 1959 wurde er als Schriftsteller aktiv. Während seine frühen Werke wie Surtseto bie za khorata (1959), Prosti rutse (1961) und Oburnato nebe (1962) in der Tradition des Sozialistischen Realismus standen, wandte sich Raditschkow parabolischen Erzählstil zu, was von Seiten der kommunistischen Führung kritisch beäugt wurde.
Neben seiner schriftstellerischen Tätigkeit schrieb er die Drehbücher zu einer Reihe von Filmen, wie etwa des 1966 erschienenen sozialistisch-realistischen Films und Publikumserfolg Goreshto pladne, oder des 1974 erschienen, preisgekrönten Films Posledno liato.
Er war Gründungsmitglied und von 1984 bis 1991 der erste Präsident der bulgarisch-schwedischen Gesellschaft für Freundschaft.
1989 wurde er vom französischen Staatspräsidenten François Mitterrand zu dessen sogenannten Dissidenten-Frühstück eingeladen, welches dieser im Zuge eines Staatsbesuchs abhielt und sich hierbei mit bulgarischen Intellektuellen traf.
Bei der ersten freien Wahl der Nationalversammlung am 10. und 17. Juni 1990 wurde Raditschkow für die Bulgarische Sozialistische Partei zum Abgeordneten gewählt. Von der Politik enttäuscht legte er sein Mandat jedoch bald darauf nieder und widmete sich wieder vollständig der Schriftstellerei.
Raditschkow war verheiratet und hatte zwei Kinder, eine Tochter und einen Sohn. Er starb 2004 an den Spätfolgen eines Hirnschlags, den er fünf Jahre zuvor erlitten hatte. Ihm zu Ehren trägt der Radichkov Peak auf der Livingston-Insel in der Antarktis seinen Namen.

### Literarisches Werk
Raditschkows  mehr als 40 Werke umfassendes literarisches Werk, welches Kurzgeschichten, Novellen, Parabeln und Kinderbücher beinhaltet, wurde in mehr 30 Sprachen übersetzt und brachte ihm den Ruf eines Klassikers der bulgarischen Moderne ein.
Während sein schriftstellerisches Frühwerk noch in der Tradition des Sozialistischen Realismus standen, eignete sich Raditschkow später einen parabolischen Erzählstil an, welcher von der kommunistischen Führung kritisch beäugt wurde und zu dem Verbot einiger seiner Werke führte.
Selbst ein Mitglied der Kommunistischen Partei, scheute er sich nicht vor subtiler Parodierung selbiger. Gleichwohl waren politische Themen nicht der Hauptaspekt seines Werkes. Vielmehr setzte sich Raditschkow mit Ängsten einer Dehumanisierung und der Entfremdung der Menschen von der Natur auseinander. In einer Mischung aus Fantastik und Realismus verband er hierbei oft die zeitgenössische industriellen Gesellschaft mit der mythologischen Vergangenheit. Beispielhaft hierzu ist unter anderem sein Roman Baruten bukvar (1969) über die sozialistische Revolution in Bulgarien.
Seine Kinderbücher, welche er teilweise mit eigenen abstrakten Zeichnungen illustrierte, brachten ihm eine internationale Leserschaft ein. Sein Kinderbuch Malki zhabeshki istorii wurde von dem International Board on Books for Young People in die IBBY Honour List des Jahres 1996 aufgenommen.